# Gekkan Comic Alive
A Gekkan Comic Alive (月刊コミックアライブ; Hepburn: Gekkan Komiiku Araibu; angol nyelvterületeken gyakran Monthly Comic Alive) japán szeinen mangamagazin, amelyet a Media Factory jelentet meg 2006. június 27-e óta. A Gekkan Comic Alive társmagazinja az abból kivált Comic Cune, valamint a Gekkan Comic Flapper és a Comic Alive Plus.

## A magazinban jelenleg futó sorozatok

### Mangák
- Ajakasiko (Hidzsiki, 2015. május–napjainkig)
- Akira×Kura Scramble (Cucumi Aja és Ucugi Haruka, 2016. október–napjainkig)
- Ano muszume ni Kiss to sirajuri vo (Kanno, 2014. január–napjainkig)
- Black kanodzso (Josihara Maszahiko, 2015. december–napjainkig)
- Car Graffiti JK (Szakisima Enoki, 2015. május–napjainkig)
- Cloud Heaven (Kagura Takesi és Morozumi Dzsunka, 2016. augusztus (előzetes), 2016. szeptember–napjainkig)
- Curezure Diary (Kuszano Hóki, 2016. július–napjainkig)
- D-Frag!  (Haruno Tomoja, 2008. szeptember–napjainkig)
- Floor ni maó ga imaszu (Hato és Kavakami Masaki, 2014. december–napjainkig)
- Gion no cugai (Thomas, 2015. május–napjainkig)
- Himavari-szan (Szugano Manami, 2011. március–napjainkig)
- Iris Zero (Hotaru Takana és Pirosiki, 2009. június–napjainkig)
- Jumekuri (Hiro, 2012. március–napjainkig)
- Kanodzso to tabi szuru hókaigo szekai (Kidzsima Renga és Fukami Makoto, 2016. április–napjainkig)
- Kudamimi no neko (Nakajama Miuki, 2014. március–napjainkig)
- Non non bijori (atto, 2009. november–napjainkig)
- Reccsiri (Kobudasi, 2016. március–napjainkig)
- Taboo-Tattoo (Sindzsiró, 2010. január–napjainkig)
- Twitter-szan (Cukinoki Kószuke, 2016. június–napjainkig)

### Media mixek
- Boku va tomodacsi ga szukunai (Hiraszaka Jomi, Buriki és Itacsi, 2010. május (0. fejezet), 2010. június–napjainkig)
- Dekiszokonai no madzsú renmasi (Minami Takumi, Kicune Sirusi és Yui, 2016. augusztus–napjainkig)
- Elf jome to hadzsimeru iszekai rjósu szeikacu (Vasinomija Daidzsin, Nardack és Miki Josiaki, 2016. november (előzetes), 2016. december–napjainkig)
- Girls und Panzer: Motto Love Love szakuszen deszu! (Nii Maruko, 2013. július–napjainkig)
- Hentai ódzsi to varavanai neko (Szagara Szó, Kantoku és Okomeken, 2011. június–napjainkig)
- Hidan no Aria (Akamacu Csúgaku, Kobu Icsi és Kojaka Josino, 2009. október (előzetes), 2009. november–napjainkig)
- High School Fleet (az AIS és Abe Kanari, 2015. december–napjainkig)
- High School Fleet: Lorelei no otometacsi (az AIS és Cudzsii, 2016. július (előzetes), 2016. augusztus–napjainkig)
- Hosikoi Twinkle: Brother Complex (a Cabbage Soft, Korie Riko és Peke, 2016. november–napjainkig)
- Izure sinva no hókago szenszó (Namekodzsirusi, Jóta és Sinohara Szaszame, 2016. július (előzetes), 2016. augusztus–napjainkig)
- Jókoszo dzsicurjoku sindzsó sugi no Kjósicu e (Kinugasza Sógo, Tomosze Sunszaku és Icsino Juju, 2016. március–napjainkig)
- Kantai Collection: Icuka sizuka na umi de (Tanaka Kenszuke, a C2 kikan és Szaitó Szakae, 2013. december (előzetes), 2014. január–napjainkig)
- Kimi no na va. (Sinkai Makoto és Kotone Ranmaru, 2016. július–napjainkig)
- Kono szubarasii szekai ni bakuen vo! (Akacuki Nacume, Misina Kurone és Morino Kaszumi, 2016. június (előzetes), 2016. július–napjainkig)
- Kono szubarasii szekai ni nicsidzsó vo! (Akacuki Nacume, Misina Kurone és Szomemija Szuzume, 2016. november–napjainkig)
- Machine-Doll va kizucukanai (Kaitó Reidzsi, Ruroo és Takagai Hakaru, 2010. június–napjainkig)
- Magika no kensi to sókan maó (Mihara Micuki, CHuN, a Friendly Land és Monrin, 2013. december–napjainkig)
- No Game No Life deszu! (Kamija Jú és Juizaki Kazuja, 2015. július–napjainkig)
- Re:Zero kara hadzsimeru iszekai szeikacu: Daisansó – Truth of Zero (Nagacuki Tappei, Ócuka Sinicsiró és Macusze Daicsi, 2015. július–napjainkig)
- Show by Rock!! Criticrista: Kurikuri denszecu (a Sanrio és Hicudzsibako, 2016. május–napjainkig)
- Súmacu nani sitemaszu ka? Iszogasii deszu ka? Szukutte moratte ii deszu ka? (Kareno Akira, ue és Szeu Kaname, 2016. augusztus (előzetes), 2016. szeptember–napjainkig)
- Szeiken no katanakadzsi (Miura Iszao, Runa és Jamada Kótaró, 2009. május–napjainkig)
- Szeikoku no rjú kisi (Mizucsi Siki, Simeszaba Kohada és Ran, 2011. június–napjainkig)
- Szeirei cukai no kenbu (Simizu Jú, Szakura Hanpen és Hjódzsu Isszei, 2012. szeptember–napjainkig)
- Szekai no ovari no szekairoku (Szazane Kei, Fujuno Haruaki és Uszui Rjú, 2015. december–napjainkig)
- Szenren banka (a Yuzu Soft és Kigecu Erika, 2016. június–napjainkig)

### Regények
- Re:Zero kara hadzsimeru iszekai szeikacu gaiden (Nagacuki Tappei, 2014. június–napjainkig)

## Hiátuson lévő sorozatok
- Absolute Duo (Hiiragibosi Takumi, Aszaba Jú és Nariie Sinicsiró, 2013. június (előzetes), 2013. július–napjainkig)
- Kage kara Mamoru! (Acsi Taró és Madara Szai, 2006. augusztus (1. fejezet), 2015. január–2015. április) ※az első fejezet a Gekkan Comic Flapper magazinban jelent meg, majd a következő 2015 januárjában a Gekkan Comic Alive-ban
- Kandacsime (Tamegai Tóru és Task Óna, 2007. június–napjainkig)
- No Game No Life (Kamija Jú és Hiiragi Maszahiro, 2013. március–napjainkig)
- Occult Maiden: Hisó – Oni vo cugu sónen  (Hiraszaka Jomi és Hiroicsi, 2013. december–napjainkig)
- Seven Sisters (Fudzsioka Toki, 2011. augusztus–napjainkig)
- Sleipnir (Cucsii, 2014. június–2015. március) ※a Sleipnir Cucsii Girls und Panzer: Little Army II című sorozata miatt van hiátuson
- Union! (Siratori Siró és Hisasi, 2013. október) ※csak egyetlen fejezet jelent meg

## Befejezett sorozatok

### Mangák
- Alice or Alice: Siscon Nii-szan to futago no imóto (Korie Riko, 2013. november–2015. szeptember) ※átkerült a Comic Cune magazinba
- Aragami-szama no inó szekai (Jukina Funa, 2016. január–2016. november)
- Ark: Romancer (Im Daljong, Kim Szohö, 2014. július–2015. április)
- Asa made dzsugjó chu! (Óta Akijosi és Munjú, 2008. augusztus–2016. január)
- Baba-yaga (Kizuki Akira és Szató Nanki, 2008. január–2012. április)
- Bokura no Love Type (Hina, 2006. augusztus (1.fejezet)–)
- Bone Crusher (Izuna Josicune, 2006. augusztus (1.fejezet)–2007. június)
- Break Hands: Szeiszeki vo cugu mono (Szaszaki Minoru, 2008. július–2009. augusztus)
- Code: Red (Kamija Szógecu, 2009. április–2010. április)
- Danszai bunri no Crime Edge (Hikagi Tacuhiko, 2009. május–2015. szeptember)
- Daydream Nation (kashmir, 2006. augusztus (1.fejezet)–2013. május)
- Dzsosidaiszei no nicsidzsó (Cucumi Aja, 2013. november–2016. március)
- Dzsundzsó muteki otome sónen (Szakai Júszuke, 2006. szeptember–2007. március)
- Gas Mask Girl (Mikage Szekizai, 2009. december–2010. december)
- Geister Wahn (Jamamoto Kendzsi, 2006. augusztus (1. fejezet)–) ※a sorozat hosszú ideig hiátuson volt, megszűnését 2010 áprilisában jelentették be
- Gray Scale Children (Akizuki Rjó, 2006. szeptember–2007. július)
- Hanna of the Z (Kikkava Kabao, 2006. szeptember–2008. január)
- Happy Days Academy (Szakamaki Akimu, 2006. augusztus (1.fejezet)–2008. február)
- Honey Cosmos (Szuda Szagiri, 2006. augusztus (1.fejezet)–2007. április)
- Iinari!! Kjúkecuhime (Kuszakabe Rei, 2008. július–2010. március)
- Kami puro (Kunicu Takesi, 2006. augusztus (1. fejezet)–2008. március)
- Kavaii Hunter (Take Sinobu, 2013. október–2015. április)
- Kenricu untaba kókó csikjú sinrjakubu (Arakubo Daiszuke, 2006. augusztus (1. fejezet)–2008. április)
- Koakuma Meringue (atto, 2007. december–2008. január, 2008. április, 2008. július–2008. szeptember, 2008. november–2009. március)
- Konbini Robot Populi-csan (Hajasi Júicsi, 2009. május, 2009. szeptember, 2009. november, 2010. február–2013. február)
- Kúszen madósi kóhoszei no kjókan (Morobosi Jú, Kanmi Mikihiro (Aquaplus) és Sidó Ariszu, 2014. szeptember–2016. szeptember)
- Maria Holic (Endó Minari, 2006. augusztus (1.fejezet)–2015. január)
- Mirai sódzso Emomoshon (Kaitó Reidzsi, Ruroo és Iida Nogi, 2011. május–2012. április)
- Mizutama rindó (Szogabe Tosinori, 2012. június–2012. október)
- Momota no hana (Inomoto Rikako, 2006. augusztus (1.fejezet)–2007. szeptember)
- Mukurohime (Rúen Róga, 2006. augusztus (1.fejezet)–2007. június)
- Nephylym (Kuszakabe Rei, 2006. augusztus (1.fejezet)–2008. március)
- Noromadzso (Aomoto Moa, 2009. február–2010. február)
- Óka kenran szeitokai: Little God Bless You! (Kurafudzsi Szacsi, 2008. november–2009. október) ※a sorozat hosszú ideig hiátuson volt, megszűnését 2009 októberében jelentették be
- Omakasze szeirei (Aomoto Moa, 2006. augusztus (1. fejezet)–2008. november)
- Orencsi no Maid-szan (Óhara Roron, 2015. május–2015. szeptember) ※átkerült a Comic Cune magazinba
- Otogi taiszen Fantasma (Josimura Hideaki, 2013. május–2014. július)
- Oz (Ivai Kjóhei és Tokija Szeigo, 2008. november–2011. március)
- Parabellum (Josioka Szakaki, 2007. április–2008. augusztus)
- Pokedol: The Idol Project (Baramacu Hitomi, 2015. április–2016. április)
- Pukorina! (Arakubo Daiszuke, 2008. augusztus–2009. március)
- Ranobe no hen! (Jumizuru Izuru és Jamaki Rin, 2010. október–2011. augusztus)
- Rappa (Szora Tokumo, 2009. június–)
- Re:Birth: The Lunatic Taker (Im Daljong és I Szuhjon, 2009. július–2011. december)
- Renai júszei (Kurahasi Júszu)
- Rosetta: Bara no szeidzsúdzsi kisi (Josioka Szakaki, 2009. március–2010. április)
- Secret no mukógava (Josikava Hideaki, 2014. november–2015. december)
- Siharu Genesis (Kondó Rururu, 2006. augusztus (1. fejezet)–2010. január)
- Siricu toaru gakuen 2-nen: Kumi monogatari (Isikava Maszaki, 2006. október–2007. december)
- Szai:Taker – Futari no Artemis (Im Daljong és I Szuhjon, 2012. március–2013. március)
- Szaszameki koto (Ikeda Takasi, 2007. július–2011. november)
- Szeiszen Tales (Sido Daiszuke, 2008. augusztus–2009. július)
- Szótennensoku otomegumi (Minazuki Sinobu, 2008. január–2009. május)
- Trio de Pinch!! (Ariga Hitosi, 2006. november–2007. április)
- Yellow Gate! (Mori Miszaki, 2010. február–)
- Yururism (Takeda Mika, 2006. augusztus (1.fejezet)–2007. január)
- Zannen! Bancsó-csan (Hajasi Júicsi, 2013. augusztus–2014. október)

### Media mixek
- Absolute Duo: Tea Party (Hiiragibosi Takumi, Aszaba Jú és Oikava Tóru, 2014. december–2015. február)
- Amairo Islenauts (a Yuzu Soft és Kiduki Erika, 2013. szeptember–2014. március)
- Ange Vierge: Premier (rory, 2013. november–2014. április)
- Aszobi ni iku jo! (Kamino Okina, Hóden Eizó, Nisieda és 888, 2006. október–2014. augusztus)
- Baroque Night (Hamura Tecu, Hontani Kanae és Mori Miszaki, 2013. augusztus (előzetes), 2013. szeptember–2014. szeptember)
- Boku va tomodacsi ga szukunai: Haganai bijori (Hiraszaka Jomi, Buriki, bomi és Kiurian, 2012. október–2013. április)
- Boku va tomodacsi ga szukunai: Sobón! (Hiraszaka Jomi, Buriki, Kazahana Csiruvo és Sirabi, 2011. december–2012. szeptember)
- Chaos;Head: Blue Complex (a Nitroplus×5pb. és Szakaki Nagako, 2008. november–2009. szeptember)
- Classroom Crisis (Montwo és Takano Maszaharu, 2015. augusztus (0. fejezet), 2015. szeptember–2016. április)
- Corpse Party: Book of Shadows (Kedóin Makoto és Orie Mika, 2011. december (előzetes), 2012. január–2014. március)
- Corpse Party: Muszume (Kedóin Makoto és Orie Mika, 2010. október–2012. szeptember)
- Cu-Cu-Cute! (Nodzsima Kendzsi, Mutó Kurihito és Fudzsii Rino, 2008. október–2010. április)
- Cuki cuki! (Góto Júdzsin, Korie Riko és Sibamine Takasi, 2011. augusztus–2016. július)
- Csódzsigen Game Neptune (a Neptune szeiszaki iinkai kószei kjórjoku, Akikaze Hiiro és Orico, 2013. szeptember (előzetes), 2013. október–2014. március)
- Daitosokan no hicudzsikai: Hitoriboccsi no utahime (az August és Cukidani Norio, 2012. november–2013. október)
- Dracu-Riot! (a Yuzu Soft és Kino Konoki, 2012. április (előzetes), 2012. május–2013. április)
- Dzsinrui va szuitai simasita: Jószei, simaszu ka? (Tanaka Romio, Tobe Josi és Kicsidzsó Terae, 2012. március–2013. március)
- Fantasista Doll: Prelude kagami (a Fantasista Doll Project/FD szeiszaku iinkai Story genan, Tanigucsi Goró és Kagiszora Tomijaki, 2013. július–2013. november)
- Fúszui gakuen (Nacu Midori és Sódzsi Haruka, 2006. augusztus (1. fejezet)–2007. január)
- Gaku ó: The Twinkle Star Story (a Lump of Sugar és Tacsicu Teto, 2012. december–2013. május)
- Gakuszen tosi Asterisk (Mijazaki Jú, okiura és Ningen, 2013. március (előzetes), 2013. július–2016. november)
- Girls und Panzer: Little Army (a Girls & Panzer szeiszaku iinkai és Cucsii, 2012. augusztus–2013. március)
- Girls und Panzer: Little Army II (a Girls & Panzer szeiszaku iinkai, Cucsii, Szuzuki Takaaki és a Graphinica, 2015. június–2016. május)
- Gjakusú no Dragon Rider (a Gjakusú no Dragon Rider szeiszaku iinkai Story kjórjoku, Szakamoto Jukari és Szagara Riri, 2013. október–2014. február)
- Happiness! (a Windmill és Fudzsii Rino, 2006. augusztus (1. fejezet)–2007. június)
- Hentai ódzsi to varavanai neko. Nja! (Szagara Szó, Kantoku és Kasi, 2013. január–2013. április)
- Hidan no Aria-csan (Akamacu Csúgaku, Kobuicsi és Take Sinobu, 2011. május–2012. június)
- Infinite Stratos (Jumizuru Izuru, okiura és Akahosi Kendzsi, 2010. július (0. fejezet), 2010. augusztus–2012. szeptember)
  - IS! (Jumizuru Izuru, okiura és Kon Takuto, 2011. február–2012. október)
- Kämpfer (Cukidzsi Tosihiko, Szenmu és Tacsibana Jú, 2008. április–2013. augusztus)
- Kanokon (Nisino Kacumi, Koin és Jamaki Rin, 2006. augusztus (1. fejezet)–2010. augusztus)
- Kensin no keisósa (Kagami Jú, Mikeó és Kagura Takesi, 2013. július (előzetes) 2013. augusztus–2014. július)
- Koi ga szaku koro szakura doki: Graceful Blue (a Palette és Dokuta Pepako, 2013. december–2015. június)
- Kono busicu va kitaku sinai bu ga szenkjo simasita (Okazaki Noboru, Peko és rin, 2012. szeptember–2013. június)
- Kono naka ni hitori, imóto ga iru! (Tagucsi Hadzsime, Cuteg és Moccun, 2011. augusztus–2013. december)
- Life Alive! Kimi to hadzsimeru gakuen szószenkjo (Aszano Hadzsime, Júgen, Sippo és Nekometaru, 2014. október (előzetes), 2014. november–2015. április)
- Magician’s Academy (Szakaki Icsiró, Blade és Nakao Hitomi, 2008. június–2010. január)
- Mayo Chiki! (Aszano Hadzsime, Kikucsi Szeidzsi és Niito, 2010. szeptember–2014. január)
- Mazoku no dzsikan (Ambition és CZ, 2014. március–2014. november) ※átkerült a ComicWalker weboldalra
- Meijaku no Leviathan (Takecuki Dzsó, Nimura Júdzsi, Bau és Tacsicu Teto, 2013. október (előzetes), 2013. december–2015. március)
- Memories Off 6: T-wave (a 5pb. és Hiszamacu Junomi, 2009. január)
- MM! (Macuno Akinari, a QP:flapper és Hjódzso Isszei, 2008. szeptember–2012. április)
- Mórecu Pirates: Abyss of Hyperspace – Aszora no sinen (a Gekidzsóban Mórecu Pirates szeiszaku iinkai, Szaszamoto Júicsi, Szató Tacuo, Akiman és Csibimaru, 2014. február–2014. november)
- Musi to medama to Teddy Bear (Akira és Aszami Juriko, 2006. augusztus (1. fejezet)–2009. október)
- Namiiro (a Winlight és Aoki Mucumi, 2011. november–2012. május)
- Narcissu (Kataoka Tomo és Edoja Pocsi, 2009. január–2010. február)
- Omae vo otaku ni sitejaru kara, ore vo riadzsú ni shite kure! (Murakami Rin, Anapon és Aoki Mucumi, 2012. június (előzetes), 2012. július–2015. szeptember)
- Onii-csan dakedo ai szae areba kankeinai jo ne (Szuzuki Daiszuke, Urú Genka és Rokusú Kokú, 2011. november (előzetes), 2011. december–2015. július)
  - Szakigake!! Onii-csan dakedo ai szae areba kankeinai jo ne (Szuzuki Daiszuke, Urú Genka és Jamane Akira, 2012. július–)
- Onna Kisi-szan, Jusco ikó jo (Itó Hiro, Simocuki Eito és 888, 2015. augusztus (előzetes), 2015. szeptember–2016. október)
- Ore to icsino no Game dókókai kacudó nissi (Hamura Tecu, Hontani Kanae és Mori Miszaki, 2012. január (előzetes), 2012. február–2013. február)
- Oretacsi ni cubasza va nai: Fragments (a Navel és Mori Miszaki, 2011. április–2012. február)
- Otoko vo miszete jo Kurata-kun! (Szaitó Sinja, Fumio és Namamo Nanasze, 2010. november–2012. január)
- Over Image (Jusza Maszahiro, Szanta Macuri és Csibimaru, 2012. október–2013. július)
- Phantom: Requiem for the Phantom (a Nitroplus és Hiiragi Maszaki, 2009. február (előzetes), 2009. március–2010. április)
- Prism Ark (a PajamasSoft és FBC, 2007. augusztus–2009. február)
- Puipui! (Nacu Midori és Namori, 2007. május–2009. április)
- Queen’s Blade: Ruró no szensi (a Hobby Japan és Kikkava Kabao, 2008. október–2010. február)
- Ramen tensi Pretty Menma (Kio Simoku és Siroi Noria, 2007. november–2008. február)
- Re:Zero kara hadzsimeru iszekai szeikacu: Daiissó – Óto no Icsinicsi-hen (Nagacuki Tappei, Ócuka Sinicsiró és Macue Daicsi, 2014. augusztus–2015. április)
- Robotics;Notes: Pleiades Ambition (a Mages. és Szora Tokumo, 2012. november–2013. augusztus)
- Steins;Gate (a 5pb.×Nitroplus és Szaracsi Jomi, 2009. december–2013. szeptember)
  - Steins;Gate! (a 5pb.×Nitroplus és nini, 2011. március–2012. május)
- Sukufuku no Campanella: Barucare! Torutia simai! (a Windmill Oasis, Tada Hito és Kónó Kanaeda, 2009. december–2010. október)
- Szanoba Witch (a Yuzu Soft és Kiduki Erika, 2015. január–2015. június)
- Szeikimacu Occult gakuin (az A-1 Pictures és Torú Kei, 2010. augusztus–2010. december)
- Szeirei cukai no kenbu (Simizu Jú, Szakura Hanpen és Josihira Zenzai, 2011. augusztus–2012. március) ※a sorozatot a készítők meggyengült egészségi állapota miatt törölték
- Szenran kagura: Sódzsótacsi no sinei (Takaki Kenicsiró és Takacume Amami, 2011. október–2015. február)
- Szenszei, macsigattemaszu (Kisi Haija, Purinpurin és Kuszakabe Rei, 2014. november (előzetes), 2014. december–2015. május)
- Szókjó no Lapis Lazuli (Aszano Hadzsime, Kikucsi Szeidzsi és Josioka Kimitake, 2013. június–2014. február)
- Szúgaku Girl: Godel no fukanzenszei teiri (Hirosi Júki és Macuzaki Mijuki, 2010. december–2011. december)
- Taimadó gakuen 35 siken sótai (Janagimi Tóki, Kippu és Jaszumura Jóhei, 2015. február–2016. február)
- Tears to Tiara: Kakan no daicsi (az Aquaplus és Sirocumekusza, 2009. április–2010. augusztus)
- Usinavareta mirai vo motomete (Kagura Takesi, 2014. december–2015. december)
- Zero no cukaima (Jamagucsi Noboru, Tozuka Eidzsi és Mocsizuki Nana, 2006. augusztus (1. fejezet)–2009. október)
- Zero no cukaima: Chevalier (Jamagucsi Noboru, Tozuka Eidzsi és Higa Jukari, 2010. március–2013. május)
- Zero no cukaima: Jo-csien nano! (Jamagucsi Noboru, Tozuka Eidzsi és Takamura Maszaja, 2009. november–2012. május)
- Zero no cukaima: Tabasza no bóken (Jamagucsi Noboru, Tozuka Eidzsi és Kon Takuto, 2007. december–2010. július)
- Zettai maó: Boku no mune kjun gakuen Saga (a Score és Josino, 2010. március–2011. március)

## Fordítás
- Ez a szócikk részben vagy egészben a 月刊コミックアライブ című japán Wikipédia-szócikk ezen változatának fordításán alapul.  Az eredeti cikk szerkesztőit annak laptörténete sorolja fel. Ez a jelzés csupán a megfogalmazás eredetét és a szerzői jogokat jelzi, nem szolgál a cikkben szereplő információk forrásmegjelöléseként.